# Noh Sa-yeon
Noh Sa-yeon (3 de marzo de 1957) es una cantante y personalidad de la televisión surcoreana. 

## Carrera
Fue presentadora en el programa de radio 2 o'clock Manse de 2004 a 2010.

## Filmografía

### Programas de variedades
| Año                                      | Programa    | Notas                                                  |
| ---------------------------------------- | ----------- | ------------------------------------------------------ |
| 2011, 2012, 2013, 2014, 2016, 2017, 2018 | Running Man | (Ep. #49, 103, 137, 210, 313, 374-375, 415) - invitada |

## Discografía
- 2007 "Love"
- 2001 "Nobody even"
- 1994 "woman"
- 1992 "in mind here again."
- 1989 "encounter"
- 1983 "shadow"
- 1978 "The road circling back"

## Premios
| Año  | Premiación                    | Categoría            | Trabajo nominado       | Resultado | Ref.  |
| ---- | ----------------------------- | -------------------- | ---------------------- | --------- | ----- |
| 1978 | MBC Campus Music Festival     | Gold Prize           | "Roundabout Way"       | Ganadora  | [ 2 ] |
| 1991 | Golden Disc Awards            | Main Prize (Bonsang) | Meeting                | Ganadora  | [ 3 ] |
| 1991 | Seoul Music Awards            | Main Prize (Bonsang) | Meeting                | Ganadora  | [ 4 ] |
| 1991 | MBC Ten Singers Song Festival | Best song            | "Meeting"              | Ganadora  | [ 5 ] |
| 1991 | MBC Ten Singers Song Festival | Most Popular Song    | "Meeting"              | Ganadora  | [ 5 ] |
| 1992 | Golden Disc Awards            | Main Prize (Bonsang) | My Heart Is Here Again | Ganadora  | [ 3 ] |
| 2003 | MBC Drama Awards              | Excellence in Radio  | Joyful 2 p.m.          | Ganadora  | [ 6 ] |
| 2013 | SBS Entertainment Awards      | Radio DJ Award       |                        | Ganadora  | [ 7 ] |